# Am I the Drama?
Am I the Drama? (estilizado em letras maiúsculas) é o futuro segundo álbum de estúdio da rapper estadunidense Cardi B, com lançamento previsto para 19 de setembro de 2025 através da Atlantic Records. O projeto serve como o aguardado sucessor de seu álbum de estreia, Invasion of Privacy (2018).

## Antecedentes e produção
Após o lançamento de Invasion of Privacy (2018), Cardi B tirou um tempo para se concentrar na maternidade e se aventurou em outras formas de entretenimento, incluindo televisão e moda, entre outras. Apesar de participações especiais ocasionais e vários singles nos anos seguintes, ela adiou seu segundo álbum de estúdio várias vezes, alegando perfeccionismo e pressão para corresponder às expectativas. Chegando mais de sete anos depois de seu antecessor, o projeto foi gravado ao longo de um período de seis anos e contará com colaborações de artistas com quem ela já trabalhou, bem como novos colaboradores. Após compartilhar um teaser relacionado a um anúncio em 22 de junho de 2025, a rapper revelou oficialmente a arte de capa do álbum e a data de lançamento no dia seguinte nas redes sociais. Am I the Drama? terá 23 faixas, incluindo "WAP" (2020), "Up" (2021) e "Outside" (2025).

## Lançamento e promoção
Começando com "Money" seis meses após o lançamento de Invasion of Privacy, a rapper lançou mais 12 singles independentes e colaborações com ela creditada como artista principal nos sete anos seguintes, incluindo os sucessos "WAP" (2020) e "Up" (2021), as quais lideraram a Billboard Hot 100. Ela retornou em 2024 com "Like What (Freestyle)", um lançamento "com muitas mudanças de ritmo" que pretendia anunciar uma nova era. Em seguida, veio "Enough (Miami)", que se tornou viral e entrou no top dez da Hot 100. Pouco antes do anúncio do álbum, ela lançou o single "Outside". Além dos lançamentos de singles, a rapper ocasionalmente divulgava trechos de outras faixas nas redes sociais.

## Lista de faixas
Lista de faixas adaptadas do Apple Music.
| Am I the Drama? – Edição padrão |                                      | |                                                  |         |  |
| N.º                             | Título                               | Compositor(es) | Produtor(es)                                     | Duração |  |
| 1.                              | "TBA"                                | |                                                  |         |  |
| 2.                              | "TBA"                                | |                                                  |         |  |
| 3.                              | "TBA"                                | |                                                  |         |  |
| 4.                              | "TBA"                                | |                                                  |         |  |
| 5.                              | "TBA"                                | |                                                  |         |  |
| 6.                              | "TBA"                                | |                                                  |         |  |
| 7.                              | "TBA"                                | |                                                  |         |  |
| 8.                              | "TBA"                                | |                                                  |         |  |
| 9.                              | "TBA"                                | |                                                  |         |  |
| 10.                             | "TBA"                                | |                                                  |         |  |
| 11.                             | "TBA"                                | |                                                  |         |  |
| 12.                             | "Outside"                            | Belcalis Almanzar Ernest Brown II James D. Steed Jordan Thorpe Orville Hall Phillip Price Roosevelt Jean Yakki Davis Micaela Moore | Charlie Heat HeyMicki                            | 3:26    |  |
| 13.                             | "TBA"                                | |                                                  |         |  |
| 14.                             | "TBA"                                | |                                                  |         |  |
| 15.                             | "TBA"                                | |                                                  |         |  |
| 16.                             | "TBA"                                | |                                                  |         |  |
| 17.                             | "TBA"                                | |                                                  |         |  |
| 18.                             | "TBA"                                | |                                                  |         |  |
| 19.                             | "TBA"                                | |                                                  |         |  |
| 20.                             | "TBA"                                | |                                                  |         |  |
| 21.                             | "TBA"                                | |                                                  |         |  |
| 22.                             | "Up"                                 | Almanzar Edis Selmani Steed Thorpe Joshua Baker Matthew Allen Fourtee Crawford                                                     | DJ SwanQo Pardison Fontaine Sean Island Yung Dza | 2:36    |  |
| 23.                             | "WAP" (part. de Megan Thee Stallion) | Almanzar Megan Pete Austin Owens Frank Rodriguez James Foye III Thorpe                                                             | Ayo the Producer Keyz                            | 3:07    |  |
| Duração total:                  | Duração total:                       | Duração total: | Duração total:                                   | TBA     |  |

## Equipe e colaboradores
Créditos adaptados do Apple Music.
- Belcalis Almanzar – vocais
- Megan Pete – vocais
- Austin Owens – programação
- James Foye III – programação
- Colin Leonard – engenharia de masterização
- Evan LaRay Brunson – engenharia de gravação e mixagem
- Leslie Brathwaite – engenharia de mixagem
- Shawn "Source" Jarrett – engenharia